# Virola calophylloidea
Virola calophylloidea är en tvåhjärtbladig växtart som beskrevs av Markgraf. Virola calophylloidea ingår i släktet Virola och familjen Myristicaceae. Inga underarter finns listade i Catalogue of Life.